# Yao Jie (astista)
Yao Jie (姚捷T, Yáo JiéP; 21 settembre 1990) è un astista cinese.
Yao debutta internazionalmente nel 2011 alle Universiadi di Shenzen. Successivamente, a partire dal 2015, Yao ha preso parte a tre edizioni dei Mondiali dal 2015 e partecipato ai Giochi olimpici di Rio de Janeiro 2016. Yao ha vinto una medaglia d'argento ai Giochi asiatici di Giacarta 2018.

## Palmarès
| Anno | Manifestazione      | Sede           | Evento           | Risultato | Prestazione | Note |
| ---- | ------------------- | -------------- | ---------------- | --------- | ----------- | ---- |
| 2011 | Universiadi         | Shenzen        | Salto con l'asta | 16º (q)   | 5,10 m      |      |
| 2015 | Campionati asiatici | Wuhan          | Salto con l'asta | 5º        | 5,50 m      |      |
| 2015 | Mondiali            | Pechino        | Salto con l'asta | 22º (q)   | 5,65 m      |      |
| 2016 | Giochi olimpici     | Rio de Janeiro | Salto con l'asta | 14º (q)   | 5,60 m      |      |
| 2017 | Mondiali            | Londra         | Salto con l'asta | Finale    | nm          |      |
| 2018 | Giochi asiatici     | Giacarta       | Salto con l'asta | Argento   | 5,50 m      |      |
| 2019 | Mondiali            | Doha           | Salto con l'asta | nm (q)    | nm (q)      |      |
| 2023 | Campionati asiatici | Bangkok        | Salto con l'asta | nm        | nm          |      |
| 2023 | Mondiali            | Budapest       | Salto con l'asta | 9º        | 5,75 m      |      |
| 2023 | Giochi asiatici     | Hangzhou       | Salto con l'asta | 4º        | 5,55 m      |      |
| 2024 | Giochi olimpici     | Parigi         | Salto con l'asta | 20º (q)   | 5,60 m      |      |